# سرگی بولیگین
سرگی بولیگین (روسی: Серге́й Иванович Булы́гин؛ زادهٔ ۱۰ ژوئیهٔ ۱۹۶۳) ورزشکار دوگانه اهل شوروی بود.